# 句子 (数理逻辑)
在数理逻辑中，句子是没有自由变量的公式；在模型论中，一个句子在给定的数学结构中要么是真要么是假。
例如
{\displaystyle (\exists x)x^{2}=y}
不是一个句子，因为出现了自由变量{\displaystyle y}；在实数的结构中，如果{\displaystyle y=2}则它是真，但是如果{\displaystyle y=-2}则不是。在另一方面
{\displaystyle (\forall y)(\exists x)x^{2}=y}
是一个句子，但它在实数结构中是假。